# شیر در زمستان (فیلم ۱۹۶۸)
شیر در زمستان (به انگلیسی: The Lion in Winter) فیلمی در سبک درام تاریخی محصول سال ۱۹۶۸ به کارگردانی آنتونی هاروی بر اساس نمایشی در برادوی کار جیمز گولدمن است. کارگردان فیلم آنتونی هاروی است و تهیه کنندگی آن بر عهدهٔ جوزف ئی. لوین است. در این فیلم پیتر اوتول، کاترین هپبورن، جان کستل، آنتونی هاپکینز در نقش ریچارد شیر دل، جین مرو و تیموتی دالتون و نایجل تری نقش آفرینی کرده‌اند. این فیلم دوازدهمین فیلم پرفروش سال ۱۹۶۸ لقب گرفت و برنده سه جایزه اسکار، از جمله بهترین بازیگر نقش اول زن برای هپبورن شد.

## داستان فیلم
شیر در زمستان در کریسمس ۱۱۸۳ رخ می‌دهد، در دژ شاه هنری دوم و محل اقامت اولیه اش در شینون، آنژو، در امپراتوری آنژوی از قرون وسطای فرانسه. هنری می‌خواهد جوانترین پسر خود جان (۱۱۶۶–۱۲۱۶، جان، پادشاه انگلستان، فرمانروایی از ۱۱۹۹–۱۲۱۶) تاج و تخت خود را به ارث بگذارد، در حالی که همسرش ملکه الینور د آکیتن (که او را در برج سالیسبوری در دژ ویندسور زندانی کرده) از بزرگ‌ترین فرزندش ریچارد (۱۱۵۷–۱۱۹۹، شاه ریچارد شیردل، فرمانروایی از ۱۱۸۹–۱۱۹۹) به عنوان جانشین پشتیبانی می‌کند. در همین حال، شاه فیلیپ دوم فرانسه، پسر و جانشین لوئی هفتم فرانسه، شوهر سابق الینور، نا خواهری‌اش آلیاس را که حالا معشوقه هنری است، به وارث آینده داده، درخواست عروسی او یا بازگشتش را دارد. به عنوان یک نیرنگ، هنری ولیعهدی ریچارد و نیز ازدواجش با آلیاس را می‌پذیرد. او و الینور توافقی می‌کنند که در ازای آزادی اش از جان پشتیبانی کند. هنگامی که این معامله است برملا می‌شود، ریچارد از رفتن به مراسم سرباز می‌زند. پس از ترک ریچارد، الینور به گونه‌ای روان‌پریشانه از هنری می‌خواهد تا در حضور او آلیاس را ببوسد، و پس از آن در دهشت، مراسم ازدواج ساختگی آنها را نگاه می‌کند. جان با باور قصد هنری، با برادرش جفری دوک بریتانی (۱۱۵۸–۱۱۸۶)، با فیلیپ برای جنگ با انگلستان توطئه می‌کند. هنری و فیلیپ دیدار و بحث می‌کنند، اما هنری به زودی در می‌یابد که فیلیپ با جان و جفری توطئه چیده‌اند. هنری هر سه پسرش به عنوان ناباب بودن به سیاه چال می‌اندازد. او قصد سفر به رم برای ابطال ازدواج دارد، به‌طوری که او بتواند پسری از آلیاس داشته باشد، اما آلیاس می‌گوید که او هرگز قادر به آزادی فرزندان خود از زندان نخواهد بود چون آنها تهدیدی برای فرزندان آینده او خواهند بود. هنری می‌بیند که حق با او است و پسرانش را به مرگ محکوم می‌کند، اما نمی‌تواند خود را راضی کند تا آنها را بکشند، به جای آن می‌گذارد تا فرار کنند. الینور به زندان بر می‌گردد، و هر دو با با امید به آینده و با خنده به یکدیگر بدرود می‌گویند.

## واقعیت تاریخی
هر چند پس زمینه و سرنوشت نهایی شخصیت‌های تاریخی دقیق هستند، شیر در زمستان تخیلی است، هیچ‌یک از گفتگو یا کارها تاریخی نیستند. در کان در کریسمس ۱۱۸۲ یک دادگاه بوده اما در شینون در ۱۱۸۳ هیچ دادگاه کریسمسی وجود ندارد. در واقعیت، هنری معشوقه‌های بیشمار و فرزندان نامشروع بسیاری داشت، روزاموند که در فیلم از او نام برده می‌شود تا زمان مرگش معشوقه او بود. شورش‌های ۱۱۷۳-۱۱۷۴ توصیف رویدادهای تاریخی است، که منجر به رویدادهای این فیلم می‌شود. به عنوان واقعیتی تاریخی، ریچارد شیردل جانشین هنری دوم شد، و جان جانشین ریچارد شیردل بود.

## نقد
راجر ایبرت منتقد شیکاگو سان-تایمز به این فیلم ۴ ستاره از ۴ ستاره داده و از آن به عنوان یکی از اصلی‌ترین شانس‌های اسکار آن سال یاد کرده‌است.